# ハニエル

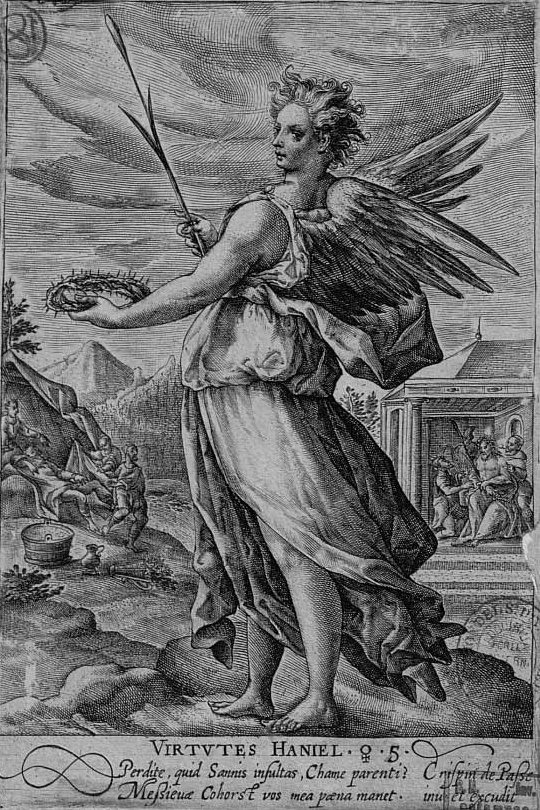
力天使ハニエル

ハニエル (Haniel) は、エノク書などに語られる天使の一人で、その名は「神の栄光」「神を見る者」を意味する。アナエル (Anael)、アニエル (Aniel)、アリエル (Ariel)、アニィエル (Anyeｌ)、アウフィエル (Aufiel)、ハナエル (Hanael)、ハミエル (Hamiel) など、数多くの別名がある。七人の大天使の1人。ハニエルは権天使と力天使の序列を支配し、金星、12月、天蠍宮と双魚宮を支配する。
神秘主義の十の生命の樹では第七のセフィロト（対応天球は金星）に宿るとされる。
魔術において、ハニエルは寵愛を勝ち取るために呼び出される。また、彼は愛と美を支配しており、愛情、平和、調和を増やす呪文に出てくる。

## 参考資料
- A Dictionary of Angels: Including the Fallen Angels. Davidson, Gustav.Free Press. ISBN 0-02-907052-X
- ローズマリー・エレン・グイリー（著）大出健（訳）『図説 天使百科事典』原書房（2006年） ISBN 4562039795